# Syndikalismen (tidskrift)
Syndikalismen var en teoretisk tidskrift som gavs ut av SAC 1926–1929 och 1939–1950.
Den gavs ut med 6 nummer per år förutom 1926 (7 nummer) och 1939 (12 nummer). Redaktör för tidskriften var Albert Jensen 1926–1929 och 1939–1950 samt Bengt Hedin 1939 nr 1–11.